# Albert Austin
Albert Austin (Birmingham, 13 dicembre 1882 – Hollywood, 17 agosto 1953) è stato un attore, sceneggiatore e regista britannico nell'epoca del film muto, collaboratore fidato di Charlie Chaplin.
Era fratello dell'attore William Austin.
Alcuni biografi indicano il 1885 come anno di nascita.

## Biografia
Nato in Inghilterra, Albert Austin, vi calcò le scene del Vaudeville facendo parte della troupe del famoso impresario teatrale Fred Karno, fucina di talenti quali Charlie Chaplin e Stan Laurel, unitamente ai quali ed alla troupe prese parte alla tournée americana del 1912 finendo per rimanervi come i due illustri colleghi, col primo dei quali si ricongiunse nel 1916, allorché Chaplin, già affermato, lo chiamò a far parte della propria troupe in allestimento per la nuova casa di produzione Mutual Film Corporation finendo per prendere parte (unico attore della troupe) a tutte le dodici comiche realizzate. 
Il fisico magro, l'aspetto smunto e triste, ne fecero la spalla prediletta di Chaplin in particolare nelle scene dove dovevansi consumare dei pasti, in cui l'impassibilità e la meccanicità del gesto di Austin risultavano particolarmente efficaci contrapposte alla disperata e atavica fame del personaggio del vagabondo.
Comparirà nei film di Chaplin fino al 1931, apparendo sullo schermo per l'ultima volta in Luci della città.
Le cronache dell'epoca lo descrivono, per l'ultimo decennio della sua vita, come custode presso gli studios Warner Brothers.

## Filmografia parziale

### Attore
- Charlot caporeparto (The Floorwalker), regia di Charlie Chaplin (1916)
- Charlot pompiere (The Fireman), regia di Charlie Chaplin (1916)
- Il vagabondo (The Vagabond), regia di Charlie Chaplin (1916)
- Charlot rientra tardi (One A.M.), regia di Charlie Chaplin (1916)
- Il conte (The Count), regia di Charlie Chaplin (1916)
- Charlot usuraio (The Pawnshop), regia di Charlie Chaplin (1916)
- Charlot macchinista (Behind the Screen), regia di Charlie Chaplin (1916)
- Charlot al pattinaggio (The Rink), regia di Charlie Chaplin (1916)
- La strada della paura (Easy Street), regia di Charlie Chaplin (1917)
- La cura miracolosa (The Cure), regia di Charlie Chaplin (1917)
- Charlot emigrante (The Immigrant), regia di Charlie Chaplin (1917)
- L'evaso (The Adventurer), regia di Charlie Chaplin (1917)
- Vita da cani (A Dog's Life), regia di Charlie Chaplin (1918)
- The Bond, regia di Charlie Chaplin (1918)
- Charlot soldato (Shoulder Arms), regia di Charlie Chaplin (1918)
- Sogno e realtà (Suds), regia di John Francis Dillon (1920)
- Il monello (The Kid), regia di Charlie Chaplin (1921)
- Giorno di paga (Pay Day), regia di Charlie Chaplin (1922)
- A Prince of a King, regia di Albert Austin (1923)
- La febbre dell'oro (The Gold Rush), regia di Charlie Chaplin (1925)
- Il circo (The Circus), regia di Charlie Chaplin (1928)
- Luci della città (City Lights), regia di Charlie Chaplin (1931)

### Regista (parziale)
- My Boy, co-regia di Victor Heerman (1921)
- Trouble (1922)
- A Prince of a King (1923)
- Keep Smiling, co-regia di Gilbert Pratt (1925)